# Blood (Franz Ferdinand)
Blood è un album di remix del gruppo musicale britannico Franz Ferdinand, uscito il 1 giugno 2009. L'album è la versione dub dell'album studio Tonight: Franz Ferdinand, uscito all'inizio 2009, curato dal produttore Dan Carey.

## Informazioni
Inizialmente l'album era contenuto nella Limited Edition dell'album studio Tonight: Franz Ferdinand, con solo 8 tracce. L'uscita singola dell'album è stata decisa nel corso del 2009 ed è arricchita di una traccia inedita Be Afraid; dell'album sono stati distribuiti anche 500 LP, in limited edition solo per il mercato americano.
Tutte le versioni dub delle canzoni contengono il testo delle canzoni originali, il cui titolo è una frase del testo.
La traccia Katherine Hit Me è sia il rifacimento del singolo No You Girls sia della traccia Katherine Kiss Me.

## Tracce
1. Feel the Pressure (What She Came For dub version) – 3:28
2. Die on the Floor (Can't Stop Feeling dub version) – 6:35
3. The Vaguest of Feeling (Live Alone dub version) – 3:50
4. If I Can't Have You Then Nobody Can (Turn It On dub version) – 3:54
5. Katherine Hit Me (No You Girls dub version) – 3:43
6. Backwards on My Face (Twilight Omens dub version) – 3:48
7. Feeling Kind of Anxious (Ulysses dub version) – 6:31
8. Feel the Envy (Send Him Away dub version) – 3:34
9. Be Afraid (Dream Again dub version) – 3:03

Tracce bonus iTunes
1. No You Girls (Vince Clarke Remix) – 5:04
2. No You Girls (Trentemoller Remix) – 7:30
3. No You Girls (The Juan MacLean Remix) – 8:31